# Ludvig Rignell
Nils Ludvig Rignell, ursprungligen Larsson, född 4 februari 1888 i Svensköps församling, Malmöhus län, död 30 mars 1956 i Ängelholm, var en svensk präst. Han var bror till Karl Rignell.
Efter studentexamen i Kristianstad 1907 blev Rignell teologie kandidat vid Lunds universitet 1910 och prästvigdes 1911. Han var vice pastor i Östra Ljungby och Källna församlingar 1911–1912, pastorsadjunkt i Asarums församling 1912, vice pastor i Kyrkhults församling 1912, Sillhövda församling 1912, Västra Alstads församling 1912–1915, pastorsadjunkt i Örkelljunga församling 1916, tillförordnad komminister i Torekovs församling 1916–1920, tillförordnad kyrkoherde i Stora Harrie församling 1920–1926, i Nosaby församling 1926 samt ordinarie där sedan 1927. 
Rignell var ordförande och kassör i barnavårdsnämnden och Svenska Röda korsets Nosabykrets, ledamot av kommunalfullmäktige 1931–1942, ordförande 1933–1938, i kyrkofullmäktige sedan 1942, i skolrådet sedan 1927, i skolstyrelsen sedan 1932, kassör där sedan 1928 och ordförande i kommunalstämman sedan 1947.